# Luminy

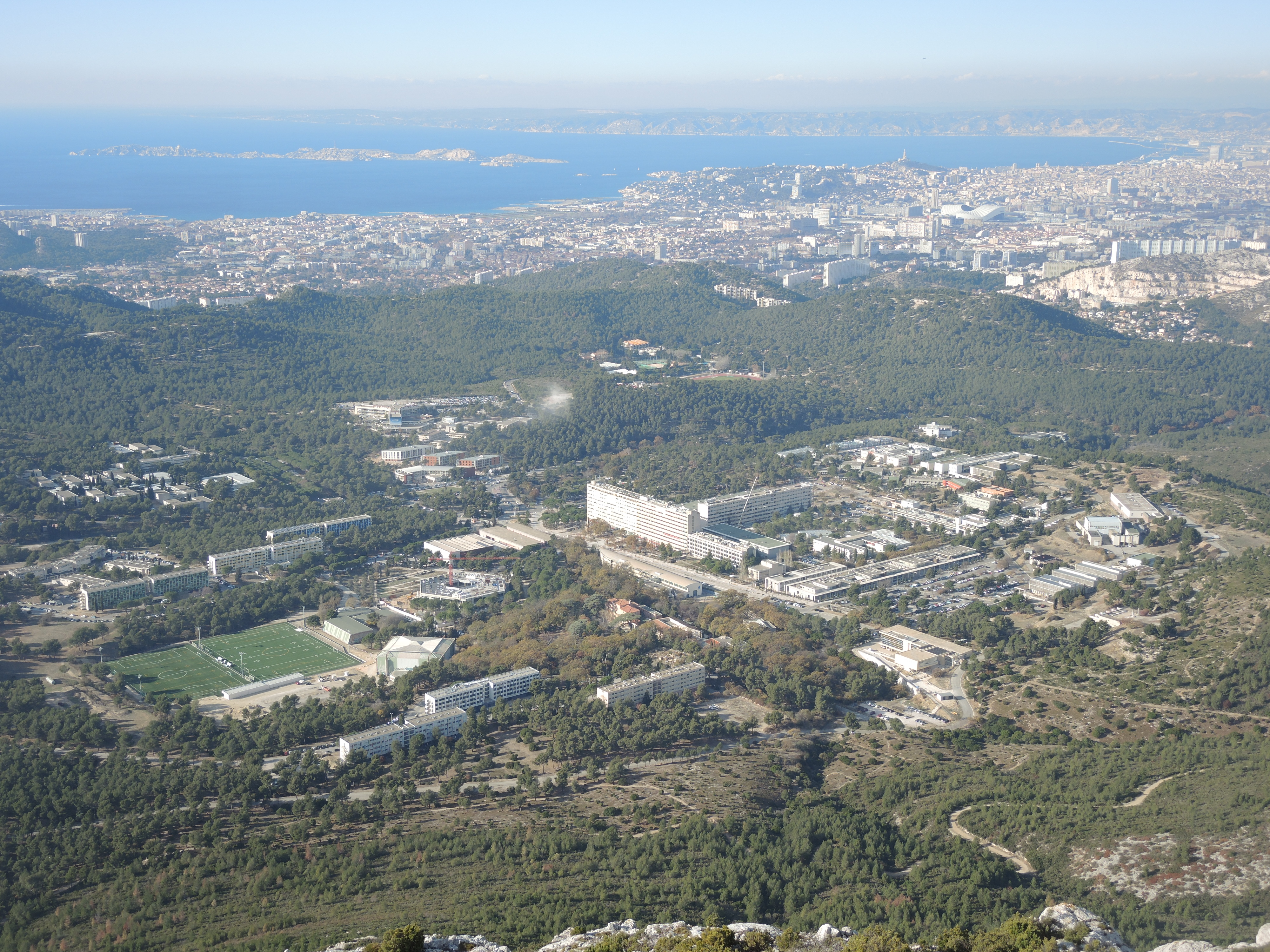
Luminy vu du mont Puget.

Luminy est un quartier de Marseille, situé dans le quartier administratif du Redon. Luminy est situé au cœur du massif des Calanques au sud de la ville, où se trouvent une bastide ancienne et un campus de l'Université d'Aix-Marseille (AMU).
Au centre du quartier se trouve le terminus des lignes de bus B1, 21J, 24, et N1 ; c'est le point de départ pour accéder, à pied, aux sites suivants : belvédère de Sugiton, calanque de Sugiton, mont Puget.

## Vie sauvage
Le quartier se situant dans le parc national des Calanques, on y trouve une faune diversifiée, comptant majoritairement des sangliers et des renards.

## Principaux établissements
- Composantes de l'Université d'Aix-Marseille (AMU) :
  - Faculté des Sciences
  - Faculté des Sciences du Sport
  - Institut Pythéas - Observatoire des Sciences de l’Univers (OSU)
  - IUT - Réseaux et Télécommunications
  - Polytech Marseille

- Autres établissements d'enseignement supérieur :
  - École Supérieure d'Art et de Design Marseille-Méditerranée
  - Kedge Business School (anciennement Euromed Management et ESC Marseille-Provence)

- Laboratoires de recherche rattachés à l'Université d'Aix-Marseille et/ou aux établissements nationaux suivants : BRGM, CNRS, INSERM
  - AFMB (Architecture et Fonction des Macromolécules Biologiques, CNRS/AMU)
  - Centre d'océanologie de Marseille (Centre d'Océanologie de Marseille, CNRS/AMU)
  - CINaM (Centre Interdisciplinaire de Nanosciences de Marseille, CNRS/AMU)
  - CPPM (Centre de Physique des Particules de Marseille, CNRS/AMU)
  - CPT (Centre de Physique Théorique, CNRS/AMU)
  - IBDML (Institut de Biologie du Développement de Marseille-Luminy, CNRS/AMU)
  - IGS (Information Génomique et Structurale, CNRS/AMU)
  - I2M (Institut de Mathématiques de Marseille, CNRS/AMU)
  - INMED (Institut de Neurobiologie de la Méditerranée)
  - ISM (Institut des Sciences du Mouvement Etienne-Jules Marey, CNRS/AMU)
  - LCB (Laboratoire de Chimie Bactérienne)
  - LP3 (Lasers, Plasmas et Procédés Photoniques, CNRS/AMU)

- Centre de conférences (situé dans l'ancienne bastide) :
  - CIRM (Centre international de rencontres mathématiques, CNRS/SMF)
  - Maison de la SMF (Société mathématique de France)

- Résidences étudiantes :
  - ALOTRA - Résidence étudiante
  - CROUS - Cité universitaire de Luminy
  - Les Estudines - Résidence étudiante

- Équipements sportifs :
  - Stade municipal de Luminy
  - Tennis Club Phocéen

- Écoles :
  - École maternelle de Luminy
  - Ensemble scolaire (écoles maternelle et primaire) Valmont-Redon

Il y a aussi des résidences HLM, des entreprises, des associations actives, des restaurants, des commerces, un poste des marins-pompiers de Marseille, ainsi que la Maison du quartier de Luminy de la municipalité de Marseille.

## Superficie et démographie
Le campus de Luminy représente une superficie de 94,1 ha et regroupe deux sites pour une surface bâtie de 101 112 m2.
Le campus accueille plus de 19 000 étudiants et 1 400 personnels.